# Aseem Shrivastava
Aseem Shrivastava (Hindi असीम श्रीवास्तव) ist ein indischer Umweltökonom, Philosoph und freier Schriftsteller. Er beschäftigt sich mit den Auswirkungen der Globalisierung und speziell den Umwälzungen, die Indien seit seinem Eintritt in die Weltwirtschaft in den 1990er Jahren erlebt.

## Leben
Shrivastava stammt aus einer Fabrikantenfamilie, verzichtete aber auf den Einstieg ins Familienunternehmen, um zunächst eine akademische Karriere zu machen. Er studierte an der University of Massachusetts Amherst Wirtschaftswissenschaften und promovierte im Bereich Umweltökonomie bzw. Entwicklungsökonomie über die Waldbewirtschaftung im Himalaya. In den folgenden Jahren lehrte er in Indien und den USA Wirtschaftswissenschaften. Am Nordic College in Norwegen unterrichtete er Philosophie. Seit 2005 arbeitet er freischaffend als Autor, referiert zu Fragen der Globalisierung und tritt als Sozial- und Umweltaktivist in Erscheinung. Er lebt heute in Delhi.

## Wirken und Philosophie
2012 war er Redner auf dem World Conservation Congress in Südkorea, 2013 beim
Weltsozialforum in Tunesien.
Schwerpunkt seiner Arbeit sind die politischen, sozialen, ökologischen und wirtschaftlichen Entwicklungen in Indien seit den 1990er Jahren. Er beklagt, dass ein blinder Fortschrittsglaube Indien und andere Schwellenländer in die Irre führe. Sie hätten sich einem Brutalkapitalismus geöffnet, der die Umwelt verpeste, trotzdem nicht genug Jobs schaffe und die Bürger in einen verzweifelten Konkurrenzkampf aller gegen alle treibe. Pläne der offiziellen indischen Politik mit Forcierung der Urbanisierung und damit verbundener weiterer Landflucht kritisiert er als Irrweg.
Anklang finden seine Thesen sowohl unter kapitalismuskritischen jungen Indern als auch im bürgerlichen Milieu, wo es eine nostalgische Stimmung mit der Sehnsucht nach dem verlorenen vorindustriellen Indien gibt.
Intellektuelle Quellen für einen eigenständigen sozial- und ökologieverträglichen indischen Weg sieht Shrivastava bei Rabindranath Tagore und Mahatma Gandhi, insbesondere dessen Schrift Hind Swaraj. Dort finden sich in seinen Augen auch tragfähige Alternativen zum Hindu-Nationalismus, wie er gegenwärtig die indische Politik bestimmt.

## Veröffentlichungen
- mit Ashish Kothari: Churning the Earth: The Making of Global India. Penguin Global, 2012, ISBN 978-0-670-08625-2.
- 25 Years Of Economic Liberalisation In: Economic&PoliticalWeekly. Vol. 51, No. 29, 16. Juli. 2016.